# Temelucha occidua
Temelucha occidua är en stekelart som beskrevs av Dasch 1979. Temelucha occidua ingår i släktet Temelucha och familjen brokparasitsteklar. Inga underarter finns listade i Catalogue of Life.